# المشة (صعدة)
المشه هي إحدى قرى الجمهورية اليمنية. تتبع جغرافيا لمحافظة صعدة وإداريًا لمديرية مجز. يبلغ تعداد سكانها 2229 نسمة حسب الإحصاء الذي أجري عام 2004.